# Alice Hathaway
Alice Hathaway Lee Roosevelt, née le 29 juillet 1861 à Chestnut Hill et morte le 14 février 1884 à Manhattan (New York), est une socialite américaine. 

## Biographie
Fille d'un banquier, elle rencontre Théodore Roosevelt en 1878, chez des voisins de ses parents. Ils se marient le 27 octobre 1880.
Elle meurt lors de la naissance de leur fille Alice Roosevelt, de problèmes rénaux non diagnostiqués. 